# Зунбиль

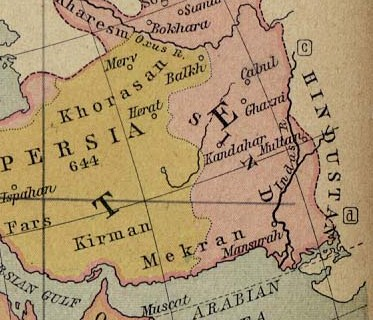
Названия территорий в 750 г. н. э. Территория Зунбилов включается в Хинд (Синд), культурно связанный с Индией (Хиндустаном).

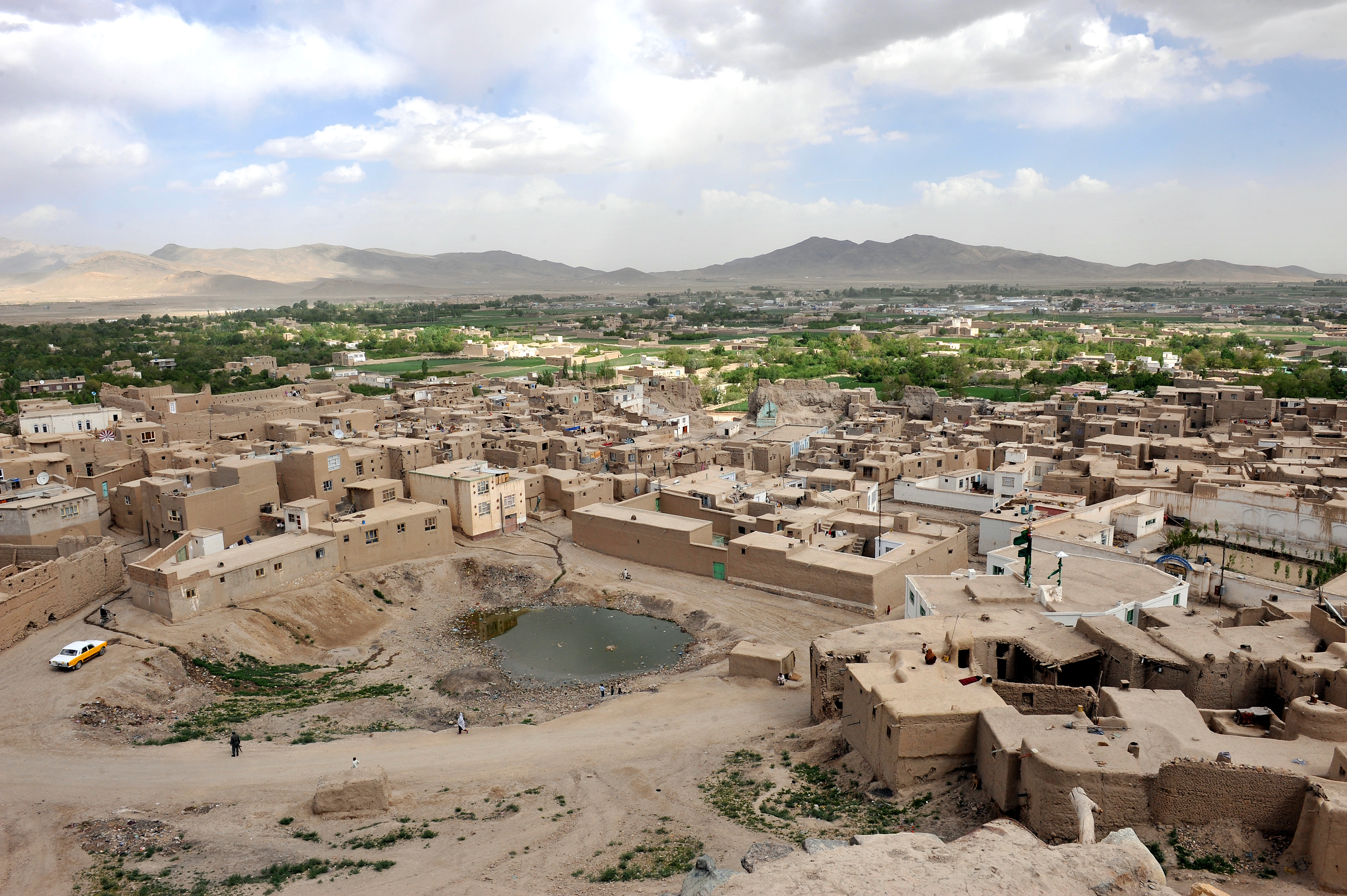
Газни — бывшая столица Зунбилей.

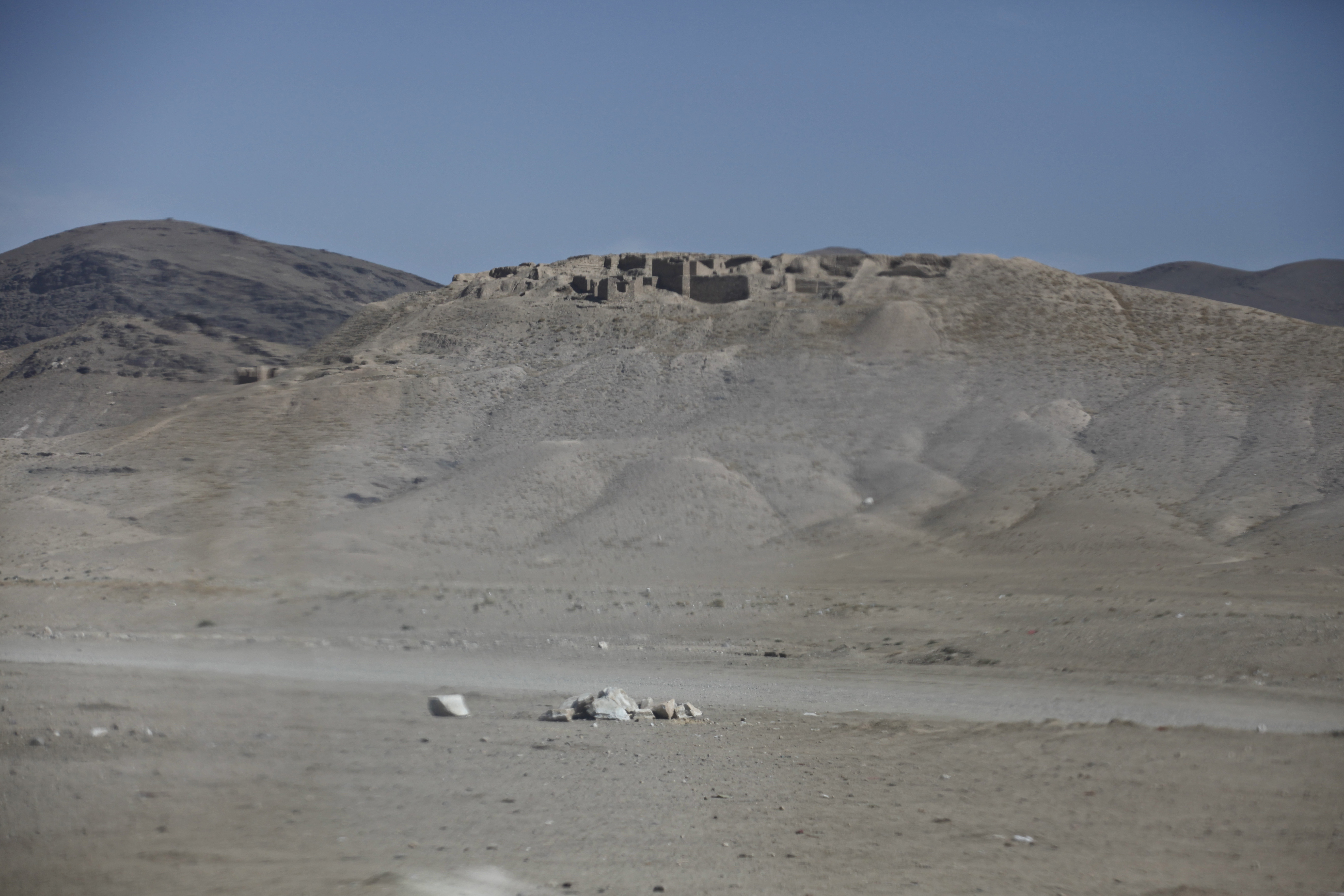
Последняя фаза буддийского монастыря Тапа Сардар в Газни относится ко времени Зунбилей.

Зунбиль — династия, правившая в регионе южного Гиндукуша в современном южном Афганистане с начала VII в. до исламского завоевания Афганистана в 870 г. н. э.
Династия Зунбил была основана Рутбилом (тюркский: Илтабар), старшим братом правителя тюркских шахов (либо Барха Тегин, либо Тегин Шах), который правил халаджско-эфталитским царством из своей столицы в Кабуле. Зунбилы известны как династия использовавшая тюркские войска.
По одной из версий полагают, что Зунбилы являлись потомками эфталитских правителей Забулистана. Династия была связана с Кабул-шахами. «Из сообщения Хуэй-чао следует, что Барх-тегин имел двух сыновей: один правил после него в Каписа-Гандхаре, а другой стал королём Забуля».
Зунбилы поклонялись солнцу, которое они называли Зун, и по имени которого они называли себя. Их территория включала в себя Зарандж в юго-западном Афганистане и Кабулистан, а столицами их служили Заминдавар и Газни. Титул Зунбиль может быть возведён к среднеперсидскому Zūn-dātbar, 'Зун, дающий справедливость'. Географическое название Заминдавар также отражает это (среднеперсидск. 'Zamin-i dātbar' (Земля дающего справедливость).
Представители династии:
- Напки (ок. 550)
- Каник, сын
- Рутбил (Ратбаль) (ок. 670)
- Барх-тегин (ок. 698)
- Каторман (ок. 750)
- Зунбиль (Фируз) (ок. 850−870)